# Формула Бине — Коши
Формула Бине́ — Коши́ — теорема об определителе произведения двух прямоугольных матриц, при условии, что оно является квадратной матрицей. Доказана в начале XIX века французскими математиками Ж. Бине и О. Коши.

## Формулировка
Произведение двух прямоугольных матриц {\displaystyle A} и {\displaystyle B} дает квадратную матрицу
порядка {\displaystyle m}, если {\displaystyle A} имеет {\displaystyle n} столбцов и {\displaystyle m} строк, а матрица {\displaystyle B} имеет {\displaystyle m} столбцов и {\displaystyle n} строк. Миноры матриц {\displaystyle A} и {\displaystyle B} одинакового порядка, равного наименьшему из чисел {\displaystyle n} и {\displaystyle m}, называются соответствующими друг другу, если они стоят в столбцах (матрицы {\displaystyle A}) и строках (матрицы {\displaystyle B}) с одинаковыми номерами.
Определитель матрицы {\displaystyle AB} равен нулю, если {\displaystyle n<m}, и равен сумме попарных произведений соответствующих друг другу миноров порядка {\displaystyle m}, если {\displaystyle n\geqslant m} (сумма берется по всем наборам столбцов матрицы {\displaystyle A} и строк матрицы {\displaystyle B} с возрастающими номерами {\displaystyle i_{1}<i_{2}<\ldots <i_{m}}). 

### Замечания
- В случае {\displaystyle n<m} формула {\displaystyle |AB|=0} очевидна. Действительно, так как столбцы матрицы {\displaystyle AB} являются линейными комбинациями столбцов матрицы {\displaystyle A}, то в случае, когда число столбцов матрицы {\displaystyle AB} больше числа столбцов матрицы {\displaystyle A}, матрица {\displaystyle AB}, очевидно, является вырожденной (то есть её определитель равен нулю).
- В случае {\displaystyle n=m} формула Бине — Коши принимает хорошо известный вид: {\displaystyle |AB|=|A|\,|B|}.
- В случае {\displaystyle n>m} доказательство формулы Бине — Коши более сложно[1].

## Пример
Пусть
{\displaystyle A=\left({\begin{matrix}a_{1}&a_{2}&\ldots &a_{n}\\b_{1}&b_{2}&\ldots &b_{n}\\\end{matrix}}\right),\quad B=\left({\begin{matrix}a_{1}&b_{1}\\a_{2}&b_{2}\\\vdots &\vdots \\a_{n}&b_{n}\\\end{matrix}}\right).}
Тогда
{\displaystyle A\,B=\left({\begin{matrix}a_{1}^{2}+a_{2}^{2}+\ldots +a_{n}^{2}&a_{1}b_{1}+a_{2}b_{2}+\ldots +a_{n}b_{n}\\a_{1}b_{1}+a_{2}b_{2}+\ldots +a_{n}b_{n}&b_{1}^{2}+b_{2}^{2}+\ldots +b_{n}^{2}\\\end{matrix}}\right),}
и соответствующие миноры имеют вид
{\displaystyle \left|{\begin{matrix}a_{i}&b_{i}\\a_{j}&b_{j}\\\end{matrix}}\right|}
при всех {\displaystyle i<j}, принимающих значения от {\displaystyle 1} до {\displaystyle n}.
Формула Бине — Коши в этом случае дает равенство
{\displaystyle (a_{1}^{2}+a_{2}^{2}+\ldots +a_{n}^{2})(b_{1}^{2}+b_{2}^{2}+\ldots +b_{n}^{2})-(a_{1}b_{1}+a_{2}b_{2}+\ldots +a_{n}b_{n})^{2}=\sum _{i<j}(a_{i}b_{j}-a_{j}b_{i})^{2},}
из которого (в случае, когда все {\displaystyle a_{i}} и {\displaystyle b_{i}} являются вещественными числами) вытекает неравенство Коши — Буняковского:
{\displaystyle (a_{1}^{2}+a_{2}^{2}+\ldots +a_{n}^{2})(b_{1}^{2}+b_{2}^{2}+\ldots +b_{n}^{2})\geqslant (a_{1}b_{1}+a_{2}b_{2}+\ldots +a_{n}b_{n})^{2}.}